# Белякова, Зинаида Парамоновна
Зинаида Парамоновна Белякова — советский хозяйственный, государственный и политический деятель, Герой Социалистического Труда.

## Биография
Родилась в 1936 году в деревне Толстыки. Член КПСС.
С 1952 года — на хозяйственной, общественной и политической работе. В 1952—1991 гг. — доярка совхоза «Тимирязевский» Славского района Калининградской области.
Указом Президиума Верховного Совета СССР от 2 марта 1966 года за достигнутые успехи в развитии животноводства, увеличении производства и заготовок молока присвоено звание Героя Социалистического Труда с вручением ордена Ленина и золотой медали «Серп и Молот».
Избиралась депутатом Верховного Совета СССР 7-го созыва.
Делегат XXIV съезда КПСС.
Жила в Славске. Скончалась 8 июля 2020 года.
Именем Беляковой при жизни названа улица в посёлке Тимирязево Славского городского округа.